# Нагизи (Њу Мексико)
Нагизи (енгл. Nageezi) насељено је место без административног статуса у америчкој савезној држави Њу Мексико.

## Демографија
По попису из 2010. године број становника је 286, што је 10 (-3,4%) становника мање него 2000. године.
| Група             | 2000.    | 2010.     |
| Белци             | 0 (0,0%) | 0 (0,0%)  |
| Афроамериканци    | 0 (0,0%) | 0 (0,0%)  |
| Азијати           | 0 (0,0%) | 0 (0,0%)  |
| Хиспаноамериканци | 2 (0,7%) | 19 (6,6%) |
| Укупно            | 296      | 286       |